# Perfume Genius
Michael Alden Hadreas (Des Moines, Iowa, Estados Unidos, 25 de septiembre de 1981) conocido por su nombre artístico Perfume Genius (pronunciado /ˈpɜrfjum ˈdʒiːnɪəs/) es un cantante estadounidense.
Su música explora temas como la sexualidad, sus dificultades personales con la enfermedad de Crohn, abuso doméstico, y los peligros afrontados por hombres gais en la sociedad contemporánea.
Nacido en Iowa en una familia griega creció en Seattle, Washington en donde aprendió a tocar el piano. Durante su adolescencia recibió varias amenazas de muerte en su escuela debido a su orientación sexual e incluso fue atacado físicamente. En el año 2008, creó un perfil en Myspace para promover su música. Su nombre artístico fue tomado de la película El perfume.
Su álbum debut titulado Learning fue publicado en el año 2010 por el sello discográfico Matador Records. Dos años después lanza Put Your Back N 2 It. En el año 2014 lanza el álbum Too Bright coproducido por Adrian Utley de la banda Portishead y Alan Chant, este mismo año colabora con la cantante francesa Christine and the Queens, juntos cantan la canción Jonathan. En 2016 graba un cover de Can't Help Falling in Love para la campaña de perfumes de Prada por el cual recibió un premio de Music Week al mejor anuncio viral en línea. Este mismo año graba un cover junto a Sharon Van Etten de la canción To Lay Me Down de la banda Grateful Dead, esta pista fue incluida en el álbum Day of the Dead (lanzado por el sello discográfico 4AD) que sirvió para recaudar fondos para la lucha contra el SIDA. En el año 2017 lanza su cuarto álbum titulado No Shape. Su quinto álbum Set My Heart on Fire Immediately fue lanzado el 15 de mayo de 2020.
En 2022 publica Ugly Season, concebido originalmente como acompañamiento musical para la pieza de danza contemporánea The Sun Still Burns Here, dirigida por la coreógrafa Kate Wallich. El álbum, más experimental y atmosférico, se acompaña de un cortometraje visual dirigido por Jacolby Satterwhite. Su séptimo álbum, Glory, fue lanzado el 28 de marzo de 2025. Producido por Blake Mills y coescrito junto a su pareja Alan Wyffels, incluye colaboraciones con Aldous Harding, Jim Keltner, Meg Duffy y Gregory Uhlmann.

## Discografía
- Learning (2010)
- Put Your Back N 2 It (2012)
- Too Bright (2014)
- No Shape (2017)
- Set My Heart on Fire Immediately (2020)
- Ugly season (2022)
- Glory (2025)